# The Close of a Chapter: Live in Quebec City
The Close of a Chapter: Live in Quebec City è un album live del gruppo musicale statunitense Suffocation.

## Il disco
Autoprodotto e pubblicato nel 2005, è stato successivamente ripubblicato il 27 ottobre 2009 in formato CD dalla Relapse Records e nel luglio 2010 in doppio vinile dalla Night of the Vinyl Dead. In quest'ultima edizione, le 13 tracce sono state distribuite tre per lato, tranne che per il lato B del primo disco, il quale ne contiene quattro.

## Tracce
1. Infecting the Crypts - 5:42
2. Thrones of Blood - 5:07
3. Surgery of Impalement - 4:08
4. Catatonia - 4:23
5. Liege of Inveracity - 5:20
6. Despise the Sun - 4:00
7. Subconsciously Enslaved - 4:26
8. Immortally Condemned - 6:22
9. Effigy of The Forgotten - 4:07
10. Tomes of Acrimony - 4:05
11. Breeding the Spawn - 5:11
12. Pierced From Within - 6:54
13. Funeral Inception - 4:14

## Formazione
- Frank Mullen - voce
- Terrance Hobbs - chitarra
- Guy Marchais - chitarra
- Derek Boyer - basso
- Mike Smith - batteria